# 集約農業

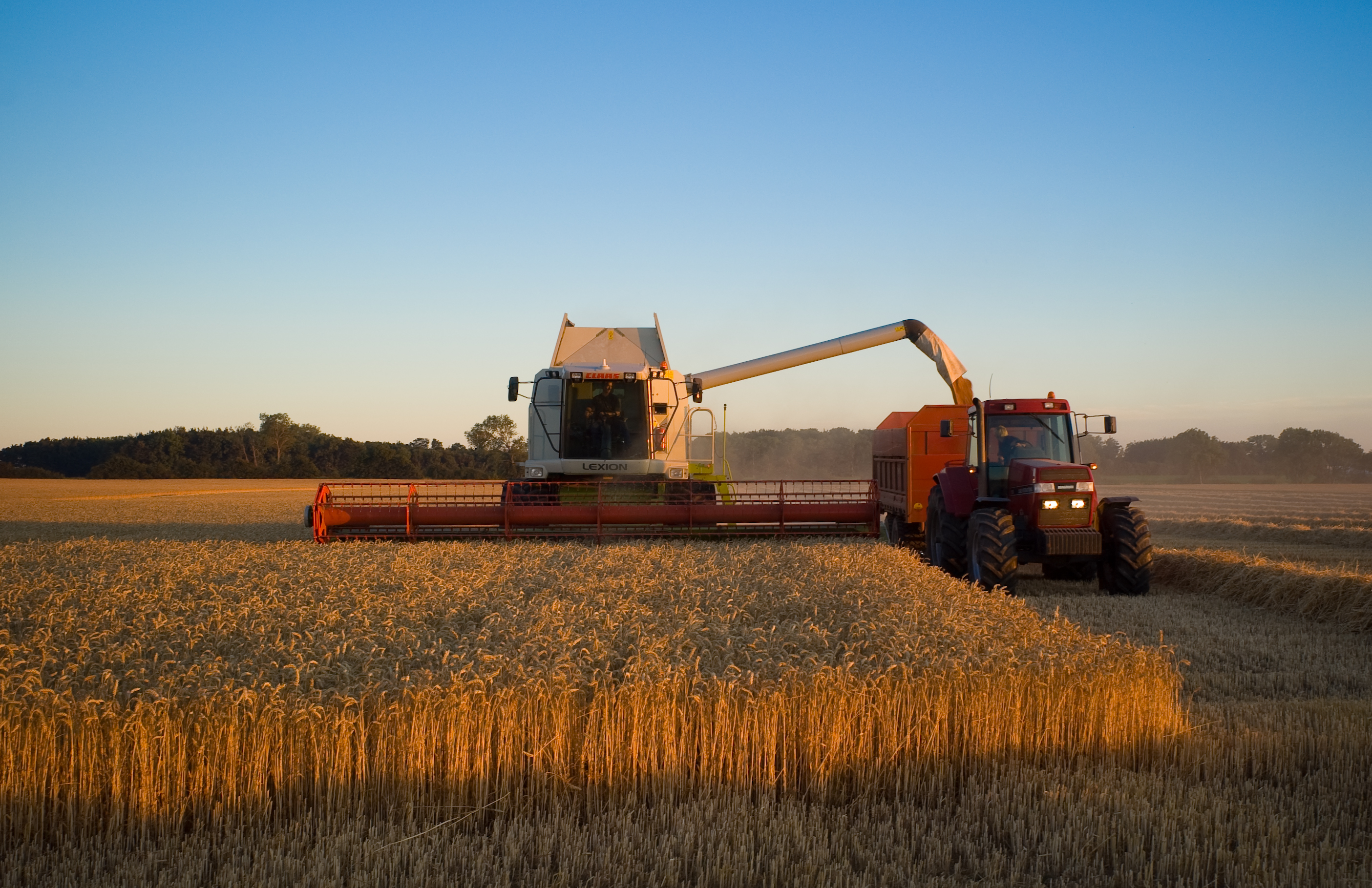
自動化收割機

集约农业（英語：intensive farming），或称为工业农业，是指一类在单位土地面积中大量投入资源，以求获取大量产出的农业活动。同粗放农业相对应，通过应用先进的农业技术措施来增加农业产品量的农业，称“集约农业”。
集约农业既包含作物种植，也包含畜牧养殖。在作物种植中，该农业方式致力于提高農作物的密植，或在一年內種植幾種農作物，以尽可能减少休耕期，并大量投入资源，例如水、肥料和其他化学产品。在畜牧业中，则力求在有限的土地上饲养尽可能多的动物，例如轮牧或集中饲养。这种农业方式在发达国家广泛施行。

## 历史
古典经济学家大卫·李嘉图在《政治经济学及税赋原理》一书认为同量资本和劳动投入在不同的土地上,就属于“粗放”的农业耕种方式。而等量资本和劳动投入在同一块土地上,就属于“集约”的农业耕种方式。随后,马克思以及德国农业经营学派代表人物布林克曼继承了李嘉图的观点 ,认为农业集约化经营就是“在一定面积的土地上,集中投入更多的资本或者劳动力”的经营方式。
不同的是,新古典经济学家认为,技术进步才是经济增长的决定因素。这是基于新古典经济学家西奥多·W·舒尔茨在《改造传统农业》一书中提出改造传统农业的关键是要引入新的现代农业技术的观点。由此可见,根据新古典经济学的理解,农业集约化经营就是通过采用现代农业技术来降低土地、劳动力等投入,以全面提高农业生产率的经营方式。农业集约化水平便主要体现农业生产率上,也就可以通过生产率、劳动、生产率和土地生产率等指标来衡量。农业集约化发展便可以视为通过广泛采用现代农业技术,不断提升农业生产率的农业发展过程。
尽管古典经济学的农业集约化发展观仍然具有现实意义,而仍被当前许多文献所沿用。但是,新古典经济学的农业集约化发展观更能反映现代农业的发展趋势,而且也被许多重要决策文件所认可。 